# Numluli
Numluli (łac.  Numlulitanus) – stolica historycznej diecezji w Cesarstwie rzymskim w prowincji Afryka Prokonsularna. Obecnie katolickie biskupstwo tytularne.

## Biskupi tytularni
| Lp. | Biskup                          | Funkcja                                 | Od                   | Do                  |
| --- | ------------------------------- | --------------------------------------- | -------------------- | ------------------- |
| 1   | François-Xavier Trân Thanh Khan | biskup pomocniczy Ho Chi Minh (Wietnam) | 14 października 1965 | 2 października 1976 |
| 2   | William Clifford Newman         | biskup pomocniczy Baltimore (USA)       | 25 maja 1984         | 20 maja 2017        |
| 3   | Joseph Pamplany                 | biskup pomocniczy Tellicherry (Indie)   | 1 września 2017      | 15 stycznia 2022    |
| 4   | Alex Tharamangalam              | biskup pomocniczy Mananthavady (Indie)  | 25 sierpnia 2022     |                     |